# بیکین
شهر بیکین (به روسی: Бикин) در کشور روسیه و در کرای خاباروفسک واقع شده‌است.